# Royal Designers for Industry
Royal Designers for Industry is een onderscheiding die in 1936 werd ingesteld door de Britse Royal Society of Arts (RSA) om een hoge standaard van industrieel ontwerp aan te moedigen en de status van ontwerpers te verhogen.

## Achtergrond
De onderscheiding wordt toegekend aan mensen die een "aanhoudende uitmuntendheid in esthetisch en efficiënt ontwerp voor de industrie" hebben bereikt. Degenen die Brits staatsburger zijn krijgen de letters RDI achter hun naam, terwijl degenen die dat niet zijn Honorary RDI's (HonRDI) worden. Iedereen die de onderscheiding draagt, is lid van The Faculty of Royal Designers for Industry (opgericht in 1938). Hun werk is divers en varieert van mode tot techniek, van theater tot productontwerp, van grafische vormgeving tot milieuontwerp.
Jaarlijks worden nieuwe RDI's gekozen en de faculteit blijft initiatieven ondersteunen om uitmuntendheid in design te bevorderen, waaronder een jaarlijkse Summer School voor innovatieve jonge ontwerpers.
Slechts 200 ontwerpers mogen de onderscheiding RDI op elk moment dragen en het wordt beschouwd als de hoogste eer die in het Verenigd Koninkrijk te behalen valt in een breed scala aan ontwerpdisciplines, waaronder industrieel ontwerp. Daarnaast mag de RSA HonRDI-titels toekennen tot een maximum van de helft van het aantal mensen dat momenteel de onderscheiding RDI heeft.

## Gedecoreerden
Enkele bekende ontwerpers die een RDI of HonRDI hebben ontvangen zijn:
- Jenny Beavan
- Tim Berners-Lee
- Manolo Blahnik
- Quentin Blake
- Margaret Calvert
- Ian Callum
- Hussein Chalayan
- Antonio Citterio
- Wim Crouwel
- Niels Diffrient
- James Dyson
- Lidewij Edelkoort
- Brian Eno
- Sara Fanelli
- John Galliano
- Konstantin Grcic
- Patrick Head
- Jonathan Ive
- Hella Jongerius
- Finn Juhl
- Friso Kramer
- Yrjö Kukkapuro
- Javier Mariscal
- Ingo Maurer
- Issey Miyake
- Marcello Morandini
- Jasper Morrison
- Marc Newson
- Piet Oudolf
- Nick Park
- Luke Pearson
- Mary Quant
- Dieter Rams
- Wendy Ramshaw
- Timo Sarpaneva
- Peter Saville
- Gerald Scarfe
- Jean-Jacques Sempé
- Maurice Sendak
- Erik Spiekermann
- Piero Tosi
- Dries Van Noten
- Yohji Yamamoto
- Vivienne Westwood
- Tapio Wirkkala
- Peter Zumthor
- Piet Zwart